# Polistiopsis williamsi
Polistiopsis williamsi är en tvåvingeart som beskrevs av Arnaud 1966. Polistiopsis williamsi ingår i släktet Polistiopsis och familjen parasitflugor.
Artens utbredningsområde är Paraguay. Inga underarter finns listade i Catalogue of Life.